# Константинов, Кириак Константинович
Константинов (Константинд), Кириак (Кирьяк) Константинович (около 1760—после 1804) — офицер Российского императорского флота, участник русско-турецкой войны (1787—1791) годов, осады крепости Очаков, Средиземноморского похода Ушакова, штурма Измаила. Георгиевский кавалер, капитан-командор.

## Биография
Родился около 1760 года. 4 июня 1774 года поступил в Греческий корпус кадетом. 2 июня 1783 года произведён в прапорщики армии, с причислением к флоту. В 1783—1786 годах ежегодно находился в плавании в Балтийском море. 1 мая 1784 года произведён в мичманы. В 1786 году был командирован в Киев для плавания на галерах по реке Днепр. В 1787 году на галере «Буг» сопровождал Государыню Императрицу, при плавании по р. Днепр, был награждён годовым окладом жалованья и золотыми часами. Командуя галерой № 3 плавал между Днепро-Бугским лиманом и Херсоном.
22 сентября 1787 года произведён в лейтенанты. В 1788 году командуя галерой № 4, участвовал в сражениях на Днепровском лимане, за что 17 июня был произведён за отличие в капитан-лейтенанты. 22 июля 1788 года был пожалован «за отличные подвиги, оказанные в поражении турецких морских сил в 1788 году на лимане при Очакове» орденом Святого Георгия 4 класса № 533 (255) и золотой шпагой.
В 1789 году командуя дубель-шлюпкой № 5, был в военном крейсерстве между Херсоном и Гаджибеем, причём взял в плен один неприятельский транспорт и пять лансонов. В 1790 году командуя катером № 8, в составе гребной флотилии, участвовал в овладении крепостями в дунайских гирлах и в штурме Измаила. 2 января 1791 года был произведён за отличие в капитаны 2 ранга. Командуя тем же судном, находился в составе дунайской флотилии, а затем, в 1792—1794 годах ежегодно плавал с флотилией в Чёрном море. В 1794—1796 годах последовательно командовал бригантинами «Святой Дмитрий» и «Святой Пётр» в Черном море. В 1796 году был командирован в Старые Кодаки, откуда привел в Николаев 52 канонерские лодки, после чего, командуя бригантиной «Святой Пётр» плавал по черноморским портам. В 1797 году определён в корабельный флот. Был в плавании в Чёрном море.
С 1798 года командовал фрегатом «Сошествие Святого Духа» при севастопольском порте. Участвовал в Средиземноморском походе контр-адмирала Ф.Ф. Ушакова и баталиях по овладению островом Кефалиния, проводил операцию по высадке десанта на Корфу.
28 ноября 1799 года произведён в капитаны 1 ранга. Весной 1801 года, вместо снятого с должности графа Н. Д. Войновича, возглавил эскадру кораблей, которые зимовали в Корфу, в связи с необходимым ремонтом. Осенью 1801 года привел эскадру в Севастополь. В 1803 году подал прошение об увольнении со службы для приведения в порядок оставшегося от отца имения на острове Тенедос. 20 ноября 1803 года уволен от службы с пенсионом и чином капитан-командора.  
После отставки проживал в Одессе. В 1804 году подал прошение о выдаче ему патента на имеющийся при отставке чин в связи с выездом из России для жительства в столице Республики Семи Соединённых Островов — Корфу.